# Gaetano Gherardi
Gaetano Gherardi (Firenze, 1799 – 1891) è stato un architetto italiano.

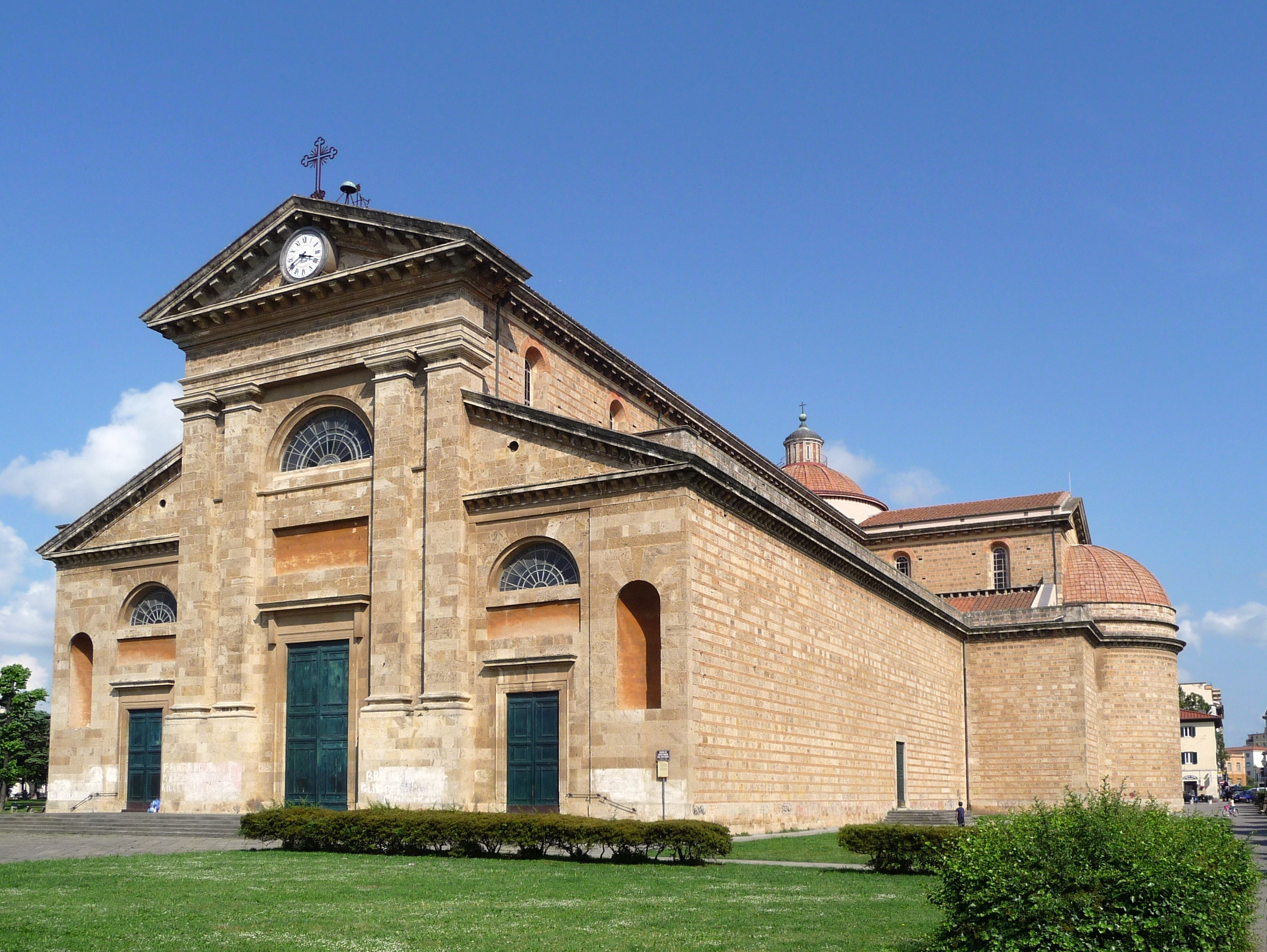
Chiesa di Santa Maria del Soccorso a Livorno

Si formò all'Accademia di Belle Arti di Firenze, muovendo i primi passi sotto la guida di Giuseppe Cacialli.
Successivamente, dal 1825 al 1868 insegnò alla "Scuola di Architettura Ornato e Agrimensura" di Livorno, città nella quale si stabilì e realizzò le sue opere più importanti: tra i suoi allievi si ricordano, ad esempio, Angiolo della Valle e Luigi Del Moro.
Qui, nel 1836, iniziò la costruzione della chiesa votiva del Soccorso, imponente edificio a tre navate in cui si fondono insieme motivi neoclassici e rinascimentali; per la medesima chiesa realizzò pure la Canonica, mentre negli anni quaranta lavorò al grande cantiere per la chiesa di Sant'Andrea e dell'annesso Seminario Girolamo Gavi, nell'area antistante al Cisternone di Pasquale Poccianti.
Sempre a Livorno, nel 1836, prese parte ad alcuni restauri per il Teatro San Marco e realizzò un ampliamento della residenza di François Jacques de Larderel, successivamente inglobata in quello che diventerà il Palazzo de Larderel.